# Jan z Rożnowa
Jan z Rożnowa, Jan z Garbowa (Jan Zawiszyc) herbu Sulima (ok.  1421–1454) – starosta Koła w latach 1447–1454, najmłodszy syn Zawiszy Czarnego oraz Barbary Wysz-Rożnowskiej (bratanicy biskupa krakowskiego Piotra Wysza), ojciec Barbary Tarnowskiej.
Dziadek Jana Amora Tarnowskiego hetmana wielkiego koronnego.
Zmarł w niewoli pojmany w bitwie pod Chojnicami. Pochowany został w Kościele Podwyższenia Krzyża Świętego w Kole